# Huxley (Familie)

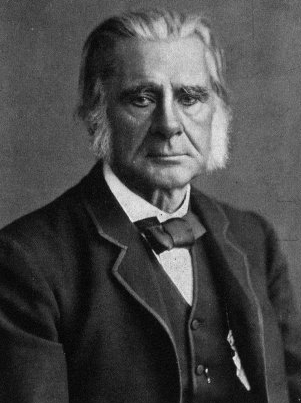
Thomas Henry Huxley

Huxley ist eine englische Familie, die mehrere bemerkenswerte Mitglieder hervorgebracht hat, darunter den Biologen und Philosophen Thomas Henry Huxley, bedeutender Verfechter Charles Darwins und dessen Evolutionstheorie, sowie den Schriftsteller Aldous Huxley, der vor allem für seinen Science-Fiction-Roman Schöne neue Welt bekannt ist.

## Genealogie
- George Huxley (1780–1855), Lehrer, und Rachel Withers, fünf Töchter und drei Söhne
  - Thomas Henry Huxley (1825–1895), Biologe, und Henrietta Ann (1825–1914)
    - Leonard Huxley (1860–1933), Autor und Herausgeber, erste Heirat mit Julia Frances Arnold (1862–1908), zweite Heirat mit Rosalind Bruce (1890–1994)
      - Julian Huxley (1887–1975), Biologe, UNESCO-Generalsekretär, und Juliette Baillot (1896–1994)
        - Anthony Julian Huxley (1920–1992), Botaniker
        - Francis Huxley (1923–2016), Botaniker, Anthropologe

      - Aldous Huxley (1894–1963), Schriftsteller
      - Andrew Fielding Huxley (1917–2012), Biophysiker, Physiologe, Nobelpreisträger

Die Schriftstellerin und Journalistin Elspeth Huxley (1907–1997) heiratete in die Familie ein. Ihr Ehemann Gervas Huxley (1894–1971) war ein Cousin von Julian, Aldous und Andrew Huxley.